# 张槐耀
张槐耀（1933年—），男，广东人，美籍华裔生物化学家，中央研究院院士，加拿大盖尔德纳国际奖获得者。